# Lissonota amabilis
Lissonota amabilis là một loài tò vò trong họ Ichneumonidae.